# PetroChina

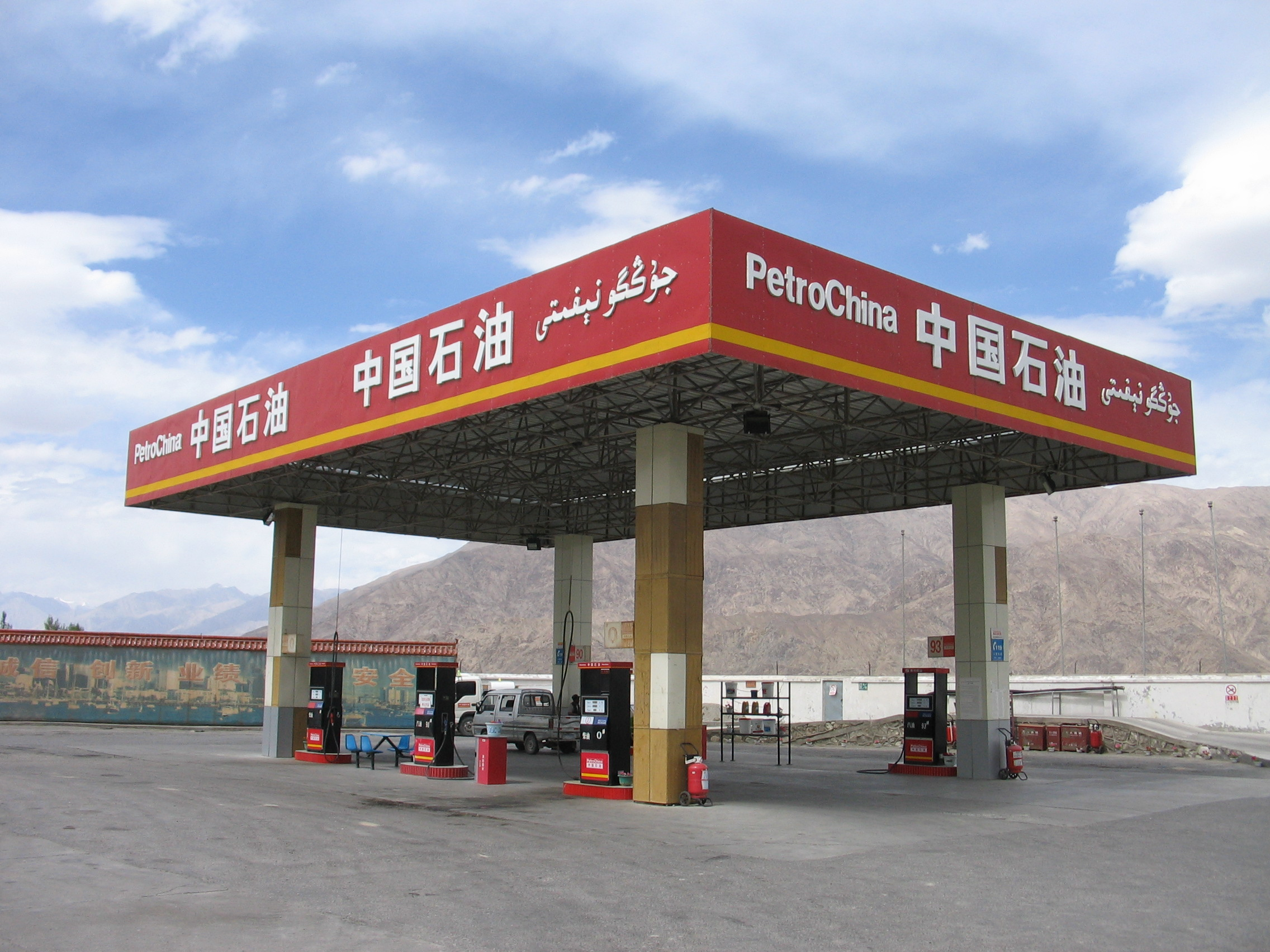
Gasolinera de PetroChina.

PetroChina Company, Limited (en chino simplificado: 中国石油天然气股份有限公司) es una empresa petrolera y gasística china y la rama cotizada de la empresa estatal China National Petroleum Corporation (CNPC), con sede en el distrito de Dongcheng, Pekín. La empresa es actualmente el mayor productor de petróleo y gas de Asia y fue el segundo mayor productor de petróleo de China en 2006. Cotizada en Hong Kong y Nueva York, la empresa continental anunció sus planes de emitir acciones en Shanghái en noviembre de 2007, y posteriormente entró a formar parte del índice SSE 50. En el Forbes Global 2000 de 2020, PetroChina fue clasificada como la 32.ª mayor empresa pública del mundo. El actual presidente es Wang Dongjin Archivado el 27 de junio de 2018 en Wayback Machine..

## Productor y distribuidor de petróleo y gas
PetroChina Company Limited (conocida simplemente como "PetroChina") es el mayor productor y distribuidor de petróleo y gas, jugando un papel dominante en esta industria en China. No es sólo una de las empresas con los mayores ingresos por concepto de ventas en este país, sino también una de las mayores compañías petroleras del mundo. PetroChina fue establecida como una sociedad anónima de responsabilidad limitada por la China National Petroleum Corporation en virtud de la Ley de Sociedades de la República Popular China (RPC), el 5 de noviembre de 1999, como parte de la reestructuración de CNPC. Los American Depositary Shares (ADS) y las acciones de PetroChina se cotizan en la Bolsa de Nueva York desde el 6 de abril de 2000 (código de valores: PTR) y la Bolsa de Valores desde Hong Kong Limited el 7 de abril de 2000 (número de inventario: 857) respectivamente. Se cotiza en la Bolsa de Valores de Shanghái desde el 5 de noviembre de 2007 (código de valores: 601857). A finales de 2007, China National Petroleum Corporation poseía 86,29% de las cuotas de PetroChina.

## De su gobierno corporativo
Desde su fundación, PetroChina ha establecido y mejorado la estructura estándar del gobierno corporativo, a conformidad con las leyes y reglamentos aplicables, incluyendo la Ley de Sociedades Anónimas y las disposiciones obligatorias para los Artículos de Asociación de Empresas, para ser una lista de Ultramar y que las unidades ejecutivas: la Asamblea de Accionistas, la Junta de Directores y el Comité de Vigilancia, de la Compañía, pueden funcionar de manera independiente y efectiva, de acuerdo con los artículos de Asociación.

## De su conversión
PetroChina se compromete a convertirse en una compañía internacional de energía con una fuerte competitividad y uno de los principales productores y distribuidores de petróleo y productos petroquímicos en el mundo. Se dedica a la amplia gama de actividades relacionadas con el petróleo y el gas natural, entre ellas: la exploración, desarrollo, producción y comercialización de petróleo crudo y gas natural, refinación, transporte, almacenamiento y comercialización de petróleo crudo y productos petrolíferos, la producción y comercialización primaria de productos petroquímicos, productos químicos derivados y otros productos químicos; transporte de gas natural, petróleo crudo y refinado de petróleo, y la comercialización de gas natural.

### Estrategias
PetroChina, bajo la guía del concepto del desarrollo científico, se dedica a implementar tres estrategias de recursos, mercados y la internacionalización. PetroChina está comprometido a acelerar la transformación del crecimiento económico, la mejora de la libre capacidad de innovación, el establecimiento de la capacidad de auto innovación, el establecimiento de mecanismos de seguridad de larga eficiencia, protección del medio ambiente y la conservación de la energía y la creación de una empresa armoniosa, con el fin de transformarse en una compañía internacional de energía de alta competitividad.

## De su promotor y accionista mayoritario
China National Petroleum Corporation (CNPC) es el único promotor y accionista mayoritario de PetroChina. Es el más grande grupo empresarial de petróleos y petroquímicos. Establecida en julio de 1998, de conformidad con el Plan para la Reforma de las Organizaciones y Estructuras del Consejo de Estado. CNPC es una gran empresa estatal administrada por los organismos de inversión autorizados por el Estado y por la Comisión de Supervisión y Administración de los activos del Estado.

## Reconocimientos
En 2007, PetroChina ganó amplios reconocimientos en el mercado internacional de capitales por su excelente gobierno corporativo y su alta rentabilidad. Se clasificó en séptima posición en el "Global Top 50 de Compañías Petroleras" del 2005, publicado por el American Petroleum Intelligence Weekly; el primer lugar en el 2006 "En las 50 principales empresas de Asia" anunciado por Business Week y la sexta en 2006 en la "Global Top 250 compañías de energía" por publicidad de Platts, una autoridad mundial en el sector energético; en primer lugar en Asia y el Pacífico durante los últimos 5 años. Fue galardonada como "la compañía más rentable de Asia en el ejercicio del año 2006" según Finanzas de Asia.

## Controversias

### Corrupción
En septiembre de 2013, Jiang Jiemin, expresidente de PetroChina, fue destituido abruptamente de su cargo de director de la Comisión de Supervisión y Administración de Activos de Propiedad Estatal del Consejo de Estado e investigado por corrupción y abuso de poder, junto con otros cuatro altos ejecutivos petroleros. Jiang era considerado aliado del corrupto ex jefe de seguridad Zhou Yongkang, y parte de un grupo de funcionarios que tenían vínculos políticos con Zhou. El 12 de octubre de 2015, el tribunal declaró a Jiang culpable de todos los cargos, entre ellos aceptar sobornos, poseer activos oscuros y abusar de su poder. Fue condenado a 16 años de prisión.
En enero de 2017, el exvicepresidente Liao Yongyuan fue condenado a 15 años de prisión por abuso de poder y aceptar sobornos por valor de casi 2 millones de dólares.
En octubre de 2021, la Comisión Central de Inspección Disciplinaria anunció que estaba investigando al exvicepresidente Ling Xiao, por "graves violaciones disciplinarias".

### Cuestiones fiscales
En enero de 2014, el Consorcio Internacional de Periodistas de Investigación publicó una investigación basada en registros financieros filtrados de las Islas Vírgenes Británicas, implicando a CNPC, PetroChina, Sinopec y CNOOC en evasión de impuestos en paraísos fiscales.